# Atletica leggera ai XX Giochi del Commonwealth
Le gare di atletica leggera dei XX Giochi del Commonwealth si sono disputate all'Hampden Park di Glasgow, in Scozia, dal 27 luglio al 2 agosto 2014.

## Podi

### Uomini
| Specialità                | Oro                                                                                              | Risultato | Argento | Risultato | Bronzo                                                                               | Risultato |
| ------------------------- | ------------------------------------------------------------------------------------------------ | --------- | --- | --------- | ------------------------------------------------------------------------------------ | --------- |
| 100 m                     | Kemar Bailey-Cole                                                                                | 10"00     | Adam Gemili                                                                                                 | 10"10     | Nickel Ashmeade                                                                      | 10"12     |
| 200 m                     | Rasheed Dwyer                                                                                    | 20"14     | Warren Weir                                                                                                 | 20"26     | Jason Livermore                                                                      | 20"32     |
| 400 m                     | Kirani James                                                                                     | 44"24     | Wayde van Niekerk                                                                                           | 44"68     | Lalonde Gordon                                                                       | 44"78     |
| 800 m                     | Nijel Amos                                                                                       | 1'45"18   | David Rudisha                                                                                               | 1'45"48   | Andre Oliver                                                                         | 1'46"03   |
| 1500 m                    | James Kiplagat Magut                                                                             | 3'39"31   | Ronald Kwemoi                                                                                               | 3'39"53   | Nick Willis                                                                          | 3'39"60   |
| 5000 m                    | Caleb Ndiku                                                                                      | 13'12"07  | Isiah Kiplangat Koech                                                                                       | 13'14"06  | Zane Robertson                                                                       | 13'16"52  |
| 10000 m                   | Moses Kipsiro                                                                                    | 27'56"11  | Josphat Bett Kipkoech                                                                                       | 27'56"14  | Cameron Levins                                                                       | 27'56"23  |
| 110 m ostacoli            | Andrew Riley                                                                                     | 13"32     | William Sharman                                                                                             | 13"36     | Shane Brathwaite                                                                     | 13"49     |
| 400 m ostacoli            | Cornel Fredericks                                                                                | 48"50     | Jehue Gordon                                                                                                | 48"75     | Jeffery Gibson                                                                       | 48"78     |
| 3000 m siepi              | Jonathan Ndiku                                                                                   | 8'10"44   | Jairus Birech                                                                                               | 8'12"68   | Ezekiel Kemboi                                                                       | 8'19"73   |
| Staffetta 4x100 m         | Giamaica Jason Livermore Kemar Bailey-Cole Nickel Ashmeade Usain Bolt Kimmari Roach Julian Forte | 37"58     | Inghilterra Adam Gemili Harry Aikines-Aryeetey Richard Kilty Daniel Talbot James Ellington Andrew Robertson | 38"02     | Trinidad e Tobago Keston Bledman Marc Burns Rondel Sorrillo Richard Thompson         | 38"10     |
| Staffetta 4x400 m         | Inghilterra Conrad Williams Michael Bingham Daniel Awde Matthew Hudson-Smith Nigel Levine        | 3'00"46   | Bahamas Latoy Williams Michael Mathieu Alonzo Russell Chris Brown Andretti Bain                             | 3'00"51   | Trinidad e Tobago Lalonde Gordon Jarrin Solomon Renny Quow Zwede Hewitt Jehue Gordon | 3'01"51   |
| Maratona                  | Michael Shelley                                                                                  | 2h11'15"  | Stephen Chemlany                                                                                            | 2h11'58"  | Abraham Kiplino                                                                      | 2h12'23"  |
| Salto in alto             | Derek Drouin                                                                                     | 2,31 m    | Kyriakos Iōannou                                                                                            | 2,28 m    | Michael Mason                                                                        | 2,25 m    |
| Salto con l'asta          | Steven Lewis                                                                                     | 5,55 m    | Luke Cutts                                                                                                  | 5,55 m    | Shawnacy Barber                                                                      | 5,45 m    |
| Salto in lungo            | Gregory Rutherford                                                                               | 8,20 m    | Zarck Visser                                                                                                | 8,12 m    | Rushwahl Samaai                                                                      | 8,08 m    |
| Salto triplo              | Khotso Mokoena                                                                                   | 17,20 m   | Tosin Oke                                                                                                   | 16,84 m   | Arpinder Arpinder Singh                                                              | 16,63 m   |
| Getto del peso            | O'Dayne Richards                                                                                 | 21,61 m   | Tomas Walsh                                                                                                 | 21,19 m   | Tim Nedow                                                                            | 20,59 m   |
| Lancio del disco          | Vikas Gowda                                                                                      | 63,64 m   | Apostolos Parellīs                                                                                          | 63,32 m   | Jason Morgan                                                                         | 62,34 m   |
| Lancio del martello       | Jim Steacy                                                                                       | 74,16 m   | Nicholas Miller                                                                                             | 72,99 m   | Mark Dry                                                                             | 71,64 m   |
| Tiro del giavellotto      | Julius Yego                                                                                      | 83,87 m   | Keshorn Walcott                                                                                             | 82,67 m   | Hamish Peacock                                                                       | 81,75 m   |
| Decathlon                 | Damian Warner                                                                                    | 8 282 p.  | Ashley Bryant                                                                                               | 8 109 p.  | Kurt Felix                                                                           | 8 070 p.  |
| Gare paralimpiche         |                                                                                                  |           | |           |                                                                                      |           |
| 100 m (T37)               | Fanie Van Der Merwe                                                                              | 11"65     | Charl Du Toit                                                                                               | 11"89     | Rhys Jones                                                                           | 12"04     |
| 1500 m (T54)              | David Weir                                                                                       | 3'21"67   | Kurt Fearnley                                                                                               | 3'23"08   | Alex Dupont                                                                          | 3'23"62   |
| Lancio del disco (F42/44) | Dan Greaves                                                                                      | 59,21 m   | Aled Davies                                                                                                 | 46,83 m   | Richard Okigbazi                                                                     | 39,38 m   |

### Donne
| Specialità              | Oro | Risultato | Argento                                                                                                 | Risultato | Bronzo                                                                                            | Risultato |
| ----------------------- | --- | --------- | --- | --------- | ------------------------------------------------------------------------------------------------- | --------- |
| 100 m                   | Blessing Okagbare | 10"85     | Veronica Campbell-Brown                                                                                 | 11"03     | Kerron Stewart                                                                                    | 11"07     |
| 200 m                   | Blessing Okagbare | 22"25     | Jodie Williams                                                                                          | 22"50     | Bianca Williams                                                                                   | 22"58     |
| 400 m                   | Stephenie McPherson                                                                                                  | 50"67     | Novlene Williams-Mills                                                                                  | 50"86     | Christine Day                                                                                     | 51"09     |
| 800 m                   | Eunice Jepkoech Sum                                                                                                  | 2'00"31   | Lynsey Sharp                                                                                            | 2'01"34   | Winnie Nanyondo                                                                                   | 2'01"38   |
| 1500 m                  | Faith Kipyegon | 4'08"94   | Laura Weightman                                                                                         | 4'09"24   | Kate van Buskirk                                                                                  | 4'09"41   |
| 5000 m                  | Mercy Cherono | 15'07"21  | Janet Kisa                                                                                              | 15'08"90  | Jo Paey                                                                                           | 15'08"96  |
| 10000 m                 | Joyce Chepkirui | 32'09"35  | Florence Kiplagat                                                                                       | 32'09"48  | Emily Chebet                                                                                      | 32'10"82  |
| 100 m ostacoli          | Sally Pearson | 12"67     | Tiffany Porter                                                                                          | 12"80     | Angela Whyte                                                                                      | 13"02     |
| 400 m ostacoli          | Kaliese Spencer | 54"10     | Eilidh Child                                                                                            | 55"02     | Janieve Russell                                                                                   | 55"64     |
| 3000 m siepi            | Purity Kirui | 9'30"96   | Milcah Cheywa                                                                                           | 9'31"30   | Joan Kipkemoi                                                                                     | 9'33"34   |
| Staffetta 4x100 m       | Giamaica Kerron Stewart Veronica Campbell-Brown Schillonie Calvert Shelly-Ann Fraser-Pryce Elaine Thompson           | 41"83     | Nigeria Gloria Asumnu Blessing Okagbare Dominique Duncan Lawreta Ozoh Patience George                   | 42"92     | Inghilterra Asha Philip Bianca Williams Jodie Williams Ashleigh Nelson Anyika Onuora Lousie Bloor | 43"10     |
| Staffetta 4x400 m       | Giamaica Christine Day Novlene Williams-Mills Anastasia Le-Roy Stephenie McPherson Janieve Russell Shericka Williams | 3'23"82   | Nigeria Patience George Regina George Ada Benjamin Folashade Abugan Omolara Omotosho Oluwafunke Oladoye | 3'24"71   | Inghilterra Christine Ohuruogu Shana Cox Kelly Massey Anyika Onuora Emily Diamond Margaret Adeoye | 3'27"24   |
| Maratona                | Filomena Daniel | 2h26'45"  | Caroline Kilel                                                                                          | 2h27'10"  | Jess Trengove                                                                                     | 2h30'12"  |
| Salto in alto           | Eleanor Patterson | 1,94m     | Isobel Pooley                                                                                           | 1,92 m    | Levern Spencer                                                                                    | 1,92 m    |
| Salto con l'asta        | Alana Boyd | 4,50 m    | Sally Peake                                                                                             | 4,25 m    | Alysha Newman Sally Scott                                                                         | 3,80 m    |
| Salto in lungo          | Ese Brume | 6,56 m    | Jazmin Sawyers                                                                                          | 6,54 m    | Christabel Nettey                                                                                 | 6,49 m    |
| Salto triplo            | Kimberly Williams | 14,21 m   | Laura Samuel                                                                                            | 14,09 m   | Ayanna Alexander                                                                                  | 14,01 m   |
| Getto del peso          | Valerie Adams | 19,88 m   | Cleopatra Borel-Brown                                                                                   | 18,57 m   | Julie Labonte                                                                                     | 17,58 m   |
| Lancio del disco        | Dani Samuels | 64,88 m   | Seema Punia                                                                                             | 61,61 m   | Jade Lally                                                                                        | 60,48 m   |
| Lancio del martello     | Sultana Frizell | 71,97 m   | Julia Ratcliffe                                                                                         | 69,96 m   | Sophie Hitchon                                                                                    | 68,72 m   |
| Tiro del giavellotto    | Kim Mickle | 65,96 m   | Sunette Viljoen                                                                                         | 63,19 m   | Kelsey-Lee Roberts                                                                                | 62,95 m   |
| Eptathlon               | Brianne Theisen-Eaton                                                                                                | 6 597 p.  | Jessica Zelinka                                                                                         | 6 270 p.  | Jessica Taylor                                                                                    | 5 826 p.  |
| Gare paralimpiche       | |           | |           |                                                                                                   |           |
| 100 m (T12)             | Libby Clegg | 12"20     | Maria Elisa Muchavo                                                                                     | 13"33     | Lahja Ishitile                                                                                    | 13"48     |
| 1500 m (T54)            | Angela Ballard | 3'59"20   | Diane Roy                                                                                               | 3'59"55   | Jade Jones                                                                                        | 4'00"19   |
| Salto in lungo (T37/38) | Jodi Elkington | 4,39 m    | Bethy Woodward                                                                                          | 4,00 m    | Johanna Benson                                                                                    | 3,82 m    |

## Medagliere
| Pos.   | Paese             | Oro | Argento | Bronzo | Totale |
| ------ | ----------------- | --- | ------- | ------ | ------ |
| 1      | Kenya             | 10  | 10      | 3      | 23     |
| 2      | Giamaica          | 10  | 3       | 6      | 19     |
| 3      | Australia         | 8   | 1       | 3      | 12     |
| 4      | Inghilterra       | 5   | 13      | 9      | 27     |
| 5      | Canada            | 5   | 2       | 10     | 17     |
| 6      | Sudafrica         | 3   | 4       | 2      | 9      |
| 7      | Nigeria           | 3   | 3       | 2      | 8      |
| 8      | Nuova Zelanda     | 1   | 2       | 2      | 5      |
| 9      | Scozia            | 1   | 2       | 1      | 4      |
| 10     | India             | 1   | 1       | 1      | 3      |
| 11     | Uganda            | 1   | 0       | 2      | 3      |
| 12     | Grenada           | 1   | 0       | 1      | 2      |
| 13     | Botswana          | 1   | 0       | 0      | 1      |
| 14     | Trinidad e Tobago | 0   | 3       | 4      | 7      |
| 15     | Galles            | 0   | 2       | 1      | 3      |
| 16     | Cipro             | 0   | 2       | 0      | 2      |
| 17     | Bahamas           | 0   | 1       | 1      | 2      |
| 18     | Mozambico         | 0   | 1       | 0      | 1      |
| 19     | Namibia           | 0   | 0       | 2      | 2      |
| 20     | Barbados          | 0   | 0       | 1      | 1      |
| 20     | Saint Lucia       | 0   | 0       | 1      | 1      |
| Totale | Totale            | 50  | 50      | 51     | 151    |